# 阿纳托利·约诺夫
阿纳托利·谢苗诺维奇·约诺夫（俄语：Анатолий Семёнович Ионов，羅馬化：Anatoli Semyonovich Ionov，1939年5月23日—2019年5月12日），俄罗斯冰球运动员，曾效力于苏联冰球联赛的Kristall Elektrostal，Krylya Sovetov Moscow和莫斯科中央陸軍冰球俱樂部。他曾代表苏联参加1968年冬季奥运会冰球比赛，最终获得金牌。他于1965年入选俄罗斯和苏联冰球名人堂。